# Geisgraben (Wiese)
Der Geisgraben ist ein rund 650 Meter langer Bach des Südschwarzwaldes im baden-württembergischen Zell im Wiesental, der im Brendewald entspringt und unterhalb des Zeller Zinkens Silbersau von links und Osten in die Wiese mündet.

## Geographie

### Verlauf
Der Geisgraben entspringt im Brendewald oberhalb des Zeller Zinkens Silbersau auf etwa 750 m ü. NHN. Er fließt in Westrichtung mit leicht südlicher Tendenz durch Waldgebiet hinab, unterquert dabei den Oberen Brendewaldweg und Unteren Brendewaldweg. Danach überquert er in offenem Lauf den Stollen des Triebwasserkanals zum Kraftwerk Mambach, der unterhalb von Fröhnd-Unterkastel bereits aus der Wiese ausgeleitet wird. Im weiteren Verlauf unterquert der Geisgraben einen weiteren Feldweg und nach rund 50 Metern offenen Lauf fließt er unter der B 317 hindurch, ehe er direkt danach auf etwa 469 m ü. NHN von links und Osten in die Wiese mündet.
Der etwa 650 Meter lange Lauf des Geisgrabens endet ungefähr 280 Höhenmeter unterhalb seiner Quelle, er hat somit ein mittleres Sohlgefälle von etwa 44 %.

### Einzugsgebiet
Das naturräumlich zum Südschwarzwald gehörende Einzugsgebiet ist knapp 30 ha groß und liegt zu über 90 % im Stadtgebiet von Zell im Wiesental, der restliche Anteil im Osten des Einzugsgebiets gehört zur Gemeinde Häg-Ehrsberg. Der höchste Punkt des Einzugsgebiets liegt auf etwa 850 m ü. NHN im Schäfigwald.
Die Einzugsgebiete der folgenden Nachbargewässer grenzen an:
- Im Norden grenzt das Einzugsgebiet des noch höher zur Wiese entwässernden Neumattgrabens an[2];
- im Westen konkurriert der Wührelochbach mit seinem Nebenlauf Kümmisbrunn, der oberhalb des Neumattgrabens in die Wiese mündet;
- im Süden fließt der Hagerütte (technisch auch NN-KK4) unmittelbar unterhalb ebenfalls zur Wiese.

### Zuflüsse
Auf der amtlichen topographischen Karte sind keine Zuflüsse verzeichnet.

### Flusssystem Wiese
- Fließgewässer im Flusssystem Wiese